# یواس‌اس مک‌درمات (دی‌دی-۲۶۲)
یواس‌اس مک‌درمات (دی‌دی-۲۶۲) (به انگلیسی: USS McDermut (DD-262)) یک کشتی بود که طول آن ۹۵٫۸۳ متر (۳۱۴٫۴ فوت) بود. این کشتی در سال ۱۹۱۸ ساخته شد.